# Daïra de M'Chedallah
Pour les articles homonymes, voir M'Chedallah (homonymie).
La daïra de M'Chedalla est une circonscription administrative de la wilaya de Bouira. Son chef-lieu est la commune éponyme de M'Chedallah.
La daïra, est située dans l'est de la wilaya de Bouira, faisant la frontière avec les wilayas de Béjaïa et Bordj-Bou-Arreridj (à l'est) et de Tizi-Ouzou (au nord).

## Communes
- M'Chedallah
- Chorfa
- Ath Mansour
- Saharidj
- Hanif
- Aghbalou